# 錫瓦基夫齊
49°19′34″N 28°40′14″E / 49.32611°N 28.67056°E
錫瓦基夫齊（羅馬化：Syvakivtsi）是烏克蘭西部文尼察州文尼察區圖爾比夫市鎮的村莊，始建於1625年，面積2.53平方公里，海拔高度249米，2001年人口795，人口密度每平方公里314.85人。